# Уралгипромез
Ура́лгипроме́з (Уральский государственный институт по проектированию металлургических заводов) — советский и российский научно-исследовательский и проектный институт, специализирующийся на проектировании металлургических предприятий и оборудования для них. Был основан в 1925 году как Уралпроектбюро, став первой проектной организацией на Урале и одной из первых в стране. Штаб-квартира расположена в Екатеринбурге по адресу проспект Ленина, 60а.

## История

### Создание и первые годы
В апреле 1925 года на XIV конференции РКП(б) была утверждена задача строительства металлургического завода для освоения месторождения горы Магнитной. 14 августа того же года решениями Уралоблисполкома и Уралоблсовнархоза в Свердловске под руководством С. И. Зеленцова было создано Уралпроектбюро, в задачи которого входило проектирование новых металлургических предприятий. Главным инженером бюро был назначен В. А. Гассельблат. 9 ноября того же года Уралоблисполком утвердил положение «Об Уральском областном техническом бюро по проектированию новых заводов и разработке планов переоборудования существующих», определявшее основные функции организации: разработка технического обоснования строительства новых заводов, выбор места для строительства заводских корпусов, составление проектов и смет по сооружению новых заводов и реконструкции существующих, а также технические консультации и работа по изучению и совершенствованию технологических процессов. Проектное бюро стало первой проектной организацией на Урале и одной из первых в стране. В 1925 году штат сотрудников института состоял из 80 человек.
В 1926 году под эгидой ВСНХ СССР был создан Общесоюзный государственный институт по проектированию металлургических заводов, в феврале того же года Уральское проектное бюро стало его филиалом, получив в июле 1927 года современное название «Уралгипромез». В 1928 году штат института включал уже 261 человек, в том числе 7 профессоров.
В годы первых пятилеток институт участвовал и возглавлял проектирование новых металлургических заводов, в числе которых были Магнитогорский металлургический комбинат, Уралмашзавод, Уральский вагоностроительный завод, Красноуральский медеплавильный завод, Уфалейский никелевый завод, Нижнетагильский металлургический комбинат. В этот же период были разработаны проекты реконструкции существующих заводов, в том числе Надеждинского, Нижнесалдинского, Саткинского, Миньярского, Карабашского, Усть-Катавского и Миасского напилочного заводов.
В августе 1930 года был создан Всесоюзный трест Востокосталь, в ведение которого передали строительство и управление металлургическими и горно-рудными предприятиями Урала, Сибири и Дальнего Востока СССР. В марте 1931 года Уралгипромез перешёл в структуру Востокостали в качестве проектного института под названием Востокгипромез. 1 августа 1933 года Востокгипромез ликвидировали, сотрудники института были направлены в проектно-конструкторские отделы предприятий для укрепления инженерного состава. В ходе реализации этой реформы на базе «Востокгипромеза» возникли самостоятельные профильные проектные институты Уралгипротяжмаш, Уралгипроруда, Промстройпроект и другие. Роспуск единого проектного института, способного вести комплексные проектные работы, негативно сказался на деятельности уральской металлургической отрасли, поэтому Народный комиссариат чёрной металлурги СССР приказом от 1 февраля 1939 года восстановил Уралгипромез в прежнем качестве.

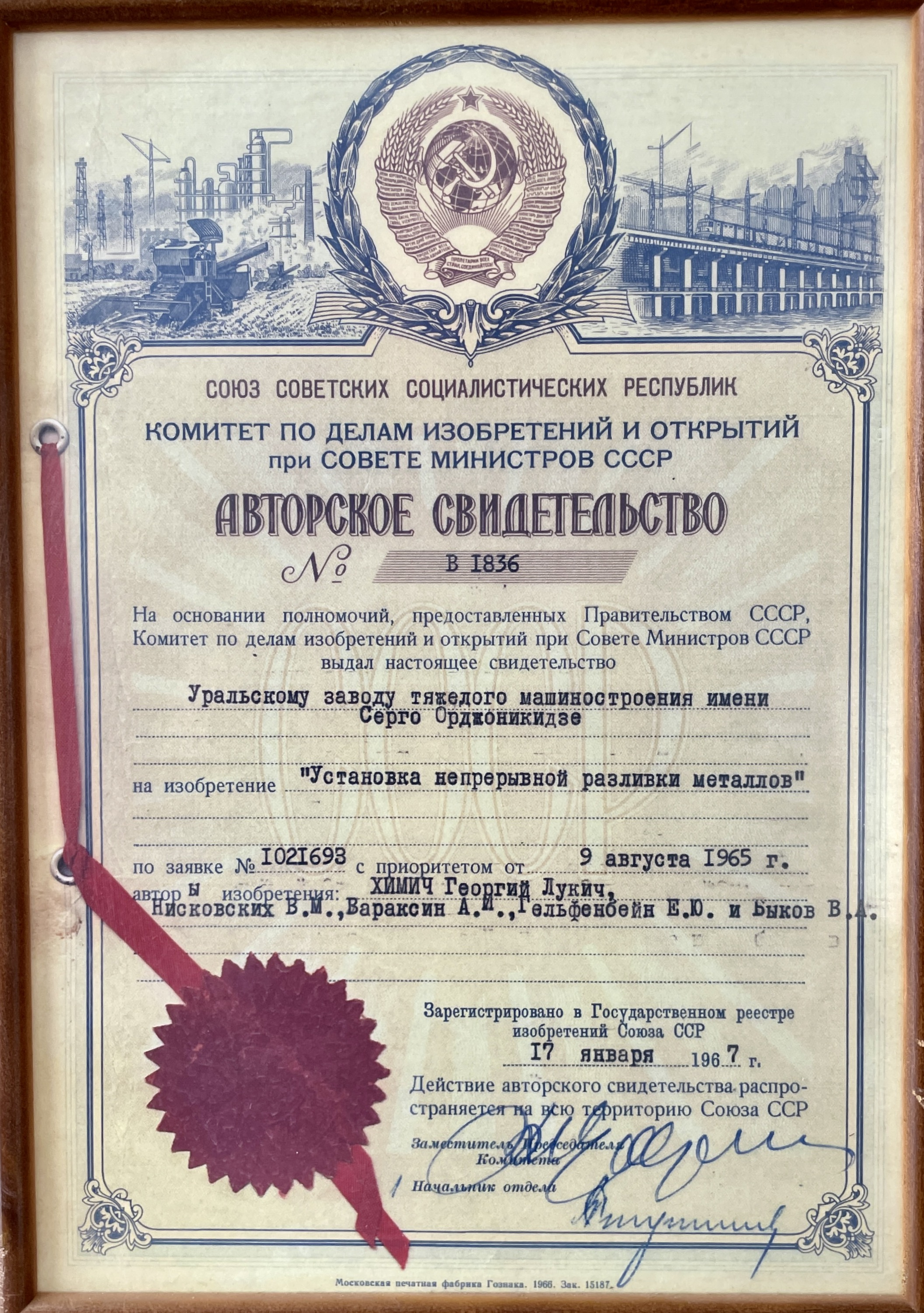
Авторское свидетельство коллектива УЗТМ в музее истории УЗТМ

В годы Великой Отечественной войны Уралгипромез, объединённый в июле 1941 года с эвакуированным в Свердловск Ленгипромезом, размещался в зданиях Уральского индустриального института. Центральный аппарат института насчитывал 500 человек, общая численность сотрудников, включая филиалы и выездные бригады, составляла 1300 человек. Объединённый институт разработал проект размещения эвакуированных заводов на Урале для обеспечения фронта броневым листом, заготовками для производства снарядов и другими востребованными изделиями из металла. Также разрабатывались проекты создания новых предприятий, в том числе Челябинского металлургического завода, Челябинского трубопрокатного завода, Магнитогорского калибровочного завода, Актюбинского и Кузнецкого ферросплавных заводов. В марте 1944 года центральный Гипромез был переведён в Москву с созданием на Урале четырёх филиалов: в Свердловске, Нижнем Тагиле, Магнитогорске и Челябинске. В 1957 году Свердловский филиал Гипромеза вновь получил самостоятельный статус и прежнее наименование.

### Послевоенные годы
В послевоенные годы Уралгипромез разработал проекты реконструкции Алапаевского, Белорецкого, Лысьвенского, Чусовского металлургических заводов и комбинатов. По проектам института были построены колёсопрокатный цех на Нижне-Тагильском металлургическом комбинате, а также блюминг, крупно- и мелкосортный станы на Челябинском металлургическом заводе. В 1950-х годах с участием сотрудников Уралгипромез был спроектирован Аньшаньский металлургический завод в КНР.
15 февраля 1962 года Уралгипромез перешёл в ведение Государственного комитета по металлургии Совета Министров СССР, а в 1965 году — в структуру Министерства чёрной металлургии СССР. В 1960—1970-х годах по проектам Уралгипромеза была проведена масштабная реконструкция Нижне-Тагильского металлургического комбината: были построены доменная печь № 6 объёмом 2700 м³, двухванная мартеновская печь, первая в СССР криволинейная машина непрерывного литья производства УЗТМ для отливки слябов, и кислородно-конверторный цех. В 1968 году на Магнитогорском металлургическом комбинате была построена первая в СССР двухванная мартеновская печь и внедрена технология внепечной обработки стали. На других предприятиях по проектам Уралгипромеза были построены ещё 5 и реконструированы 8 доменных печей. На Верх-Исетском металлургическом заводе был спроектирован и построен крупнейший в стране цех холодной прокатки трансформаторной стали, был разработан проект реконструкции Серовского металлургического завода, включающий строительство печи для выплавки синтетических шлаков, на заводе «Сибэлектросталь» и Узбекском металлургическом заводах были построены машины непрерывного литья заготовок.
В августе 1975 года за успехи в работе по проектированию новых и реконструкции действующих металлургических предприятий и вклад в развитие чёрной металлургии институт был награждён орденом Трудового Красного Знамени.
С конца 1970-х до 1990-х годов Уралгипромез выступал генеральным проектировщиком для 15 предприятий. В 1990-х годах институт разработал технологическую часть проекта по строительству нового цеха производства рулонного биметалла методом холодного плакирования на Нытвенском металлургическом заводе.

### После распада СССР
В 1994 году институт был преобразован в акционерное общество открытого типа, в июле 1996 года — в открытое акционерное общество.